# Елоховка (река)
Елоховка — река в России, протекает по Бологовскому району Тверской области. Река вытекает из озера озеро Глубокое. Впадает в озеро Оловенец, и которого вытекает Оловенка. Длина реки составляет 13 км.
Около истока река течёт через Кафтинское сельское поселение, на берегу стоят деревни Логиново, Бор. Ближе к устью река течёт через Кемецкое сельское поселение. По берегам реки стоят деревни Дуплево, Медведево и Николаевское-Жальниково.

## Данные водного реестра
По данным государственного водного реестра России относится к Балтийскому бассейновому округу, водохозяйственный участок реки — Мста без р. Шлина от истока до Вышневолоцкого, речной подбассейн реки — Волхов. Относится к речному бассейну реки Нева (включая бассейны рек Онежского и Ладожского озера).
Код объекта в государственном водном реестре — 01040200212102000020407.